# Atletica leggera ai Giochi del Commonwealth
L'atletica leggera è uno degli sport presenti ai Giochi del Commonwealth, manifestazione multisportiva a cadenza quadriennale, di cui fa parte fin dall'edizione inaugurale del 1930.

## Edizioni
| Edizione | Anno | Città        | Nazione       | Data                    | Sede                                     |
| -------- | ---- | ------------ | ------------- | ----------------------- | ---------------------------------------- |
| I        | 1930 | Hamilton     | Canada        | 16 - 23 agosto          |                                          |
| II       | 1934 | Londra       | Inghilterra   | agosto                  | White City Stadium                       |
| III      | 1938 | Sydney       | Australia     | 5 - 12 febbraio         | Sydney Cricket Ground                    |
| IV       | 1950 | Auckland     | Nuova Zelanda | 5 - 11 febbraio         | Eden Park                                |
| V        | 1954 | Vancouver    | Canada        | 31 luglio - 7 agosto    | Empire Stadium                           |
| VI       | 1958 | Cardiff      | Galles        | 18 - 26 luglio          | Cardiff Arms Park                        |
| VII      | 1962 | Perth        | Australia     | novembre                | Perry Lakes Stadium                      |
| VIII     | 1966 | Kingston     | Giamaica      | 4 - 13 agosto           | Independence Park                        |
| IX       | 1970 | Edimburgo    | Scozia        | 17 - 25 luglio          | Meadowbank Stadium                       |
| X        | 1974 | Christchurch | Nuova Zelanda | 25 gennaio - 2 febbraio | Queen Elizabeth II Park                  |
| XI       | 1978 | Edmonton     | Canada        | 6 - 12 agosto           | Stadio del Commonwealth                  |
| XII      | 1982 | Brisbane     | Australia     | 3 - 9 ottobre           | Queen Elizabeth II Jubilee Sports Center |
| XIII     | 1986 | Edimburgo    | Scozia        | 26 luglio - 2 agosto    | Meadowbank Stadium                       |
| XIV      | 1990 | Auckland     | Nuova Zelanda | 27 gennaio - 3 febbraio | Mount Smart Stadium                      |
| XV       | 1994 | Victoria     | Canada        | 21 - 28 agosto          | Centennial Stadium                       |
| XVI      | 1998 | Kuala Lumpur | Malaysia      | 16 - 21 settembre       | Stadio nazionale di Bukit Jalil          |
| XVII     | 2002 | Manchester   | Inghilterra   | 26 - 30 luglio          | City of Manchester Stadium               |
| XVIII    | 2006 | Melbourne    | Australia     | 19 - 25 marzo           | Melbourne Cricket Ground                 |
| XIX      | 2010 | Delhi        | India         | 6 - 14 ottobre          | Jawaharlal Nehru Stadium                 |
| XX       | 2014 | Glasgow      | Scozia        | 27 luglio - 2 agosto    | Hampden Park                             |
| XXI      | 2018 | Gold Coast   | Australia     | 8 - 15 aprile           | Heritage Bank Stadium                    |
| XXII     | 2022 | Birmingham   | Inghilterra   | 30 luglio - 7 agosto    | Alexander Stadium                        |

## Medagliere
Aggiornato all'edizione 2022
| Posiz. | Nazione                   | Oro | Argento | Bronzo | Totale |
| ------ | ------------------------- | --- | ------- | ------ | ------ |
| 1      | Australia                 | 206 | 172     | 141    | 519    |
| 2      | Inghilterra               | 202 | 215     | 195    | 612    |
| 3      | Canada                    | 86  | 100     | 137    | 323    |
| 4      | Kenya                     | 78  | 67      | 58     | 203    |
| 5      | Giamaica                  | 73  | 43      | 48     | 164    |
| 6      | Sudafrica                 | 45  | 41      | 36     | 122    |
| 7      | Nuova Zelanda             | 39  | 50      | 53     | 142    |
| 8      | Nigeria                   | 27  | 29      | 24     | 80     |
| 9      | Scozia                    | 20  | 25      | 37     | 82     |
| 10     | Galles                    | 18  | 18      | 22     | 58     |
| 11     | Bahamas                   | 11  | 15      | 10     | 36     |
| 12     | Uganda                    | 11  | 6       | 8      | 25     |
| 13     | Trinidad e Tobago         | 8   | 14      | 12     | 34     |
| 14     | Irlanda del Nord          | 7   | 12      | 2      | 21     |
| 15     | India                     | 6   | 14      | 16     | 36     |
| 16     | Ghana                     | 5   | 8       | 12     | 25     |
| 17     | Tanzania                  | 5   | 5       | 6      | 16     |
| 18     | Botswana                  | 5   | 4       | 2      | 11     |
| 19     | Pakistan                  | 3   | 3       | 6      | 12     |
| 20     | Guyana                    | 3   | 3       | 1      | 7      |
| 21     | Grenada                   | 3   | 2       | 2      | 7      |
| 22     | Namibia                   | 3   | 1       | 9      | 13     |
| 23     | Mozambico                 | 2   | 2       | 1      | 5      |
| 24     | Barbados                  | 2   | 1       | 5      | 8      |
| 25     | Zambia                    | 2   | 0       | 1      | 3      |
| 26     | Isole Vergini Britanniche | 2   | 0       | 0      | 2      |
| 27     | Zimbabwe                  | 1   | 4       | 8      | 13     |
| 28     | Cipro                     | 1   | 4       | 3      | 8      |
| 29     | Figi                      | 1   | 2       | 2      | 5      |
| 29     | Sri Lanka                 | 1   | 2       | 2      | 5      |
| 31     | Bermuda                   | 1   | 1       | 3      | 5      |
| 31     | Saint Lucia               | 1   | 1       | 3      | 5      |
| 33     | Malaysia                  | 1   | 1       | 2      | 4      |
| 34     | Isole Cayman              | 1   | 0       | 1      | 2      |
| 35     | Lesotho                   | 1   | 0       | 0      | 1      |
| 35     | Saint Kitts e Nevis       | 1   | 0       | 0      | 1      |
| 35     | Saint Vincent e Grenadine | 1   | 0       | 0      | 1      |
| 38     | Camerun                   | 0   | 4       | 3      | 7      |
| 39     | Dominica                  | 0   | 2       | 1      | 3      |
| 40     | Mauritius                 | 0   | 1       | 1      | 2      |
| 41     | eSwatini                  | 0   | 0       | 1      | 1      |
| 41     | Gambia                    | 0   | 0       | 1      | 1      |
| 41     | Guernsey                  | 0   | 0       | 1      | 1      |
| 41     | Samoa                     | 0   | 0       | 1      | 1      |
| 41     | Seychelles                | 0   | 0       | 1      | 1      |
| 41     | Vanuatu                   | 0   | 0       | 1      | 1      |
| Totale | Totale                    | 883 | 872     | 879    | 2634   |